# The League
The League est une sitcom américaine en 84 épisodes de 22 minutes créée par Jeff Schaffer et Jackie Schaffer (en) et diffusée entre le 29 octobre 2009 et le 9 décembre 2015 sur FX, puis sur FXX. La série tournée à Chicago suit la vie de cinq trentenaires membres d'une ligue fantasy.
La série est doublée mais est inédite dans tous les pays francophones.

## Synopsis
Pete, Kevin, Rodney, André et Taco sont des fans inconditionnels de Fantasy Football, ils feront tout pour gagner ce championnat virtuel tout en devant gérer leurs vies respectives.

## Distribution

### Acteurs principaux
- Mark Duplass (VF : Guillaume Lebon) : Pete Eckhart
- Stephen Rannazzisi (en) (VF : Marc Saez) : Kevin MacArthur
- Nick Kroll (VF : Tanguy Goasdoué) : Rodney Ruxin
- Paul Scheer (en) (VF : Cédric Dumond) : Andre Nowzik
- Jon Lajoie (VF : Benoît DuPac) : Taco MacArthur
- Katie Aselton (VF : Laëtitia Lefebvre) : Jenny MacArthur (membre de la ligue à partir de la saison 2)

### Acteurs récurrents
- Nadine Velazquez (VF : Christine Bellier) : Sofia Ruxin
- Janina Gavankar (VF : Laurence Sacquet) : Shivakamini « Shiva » Somakandarkram, docteur
- Alina Foley (VF : Gwenaëlle Jegou) : Ellie MacArthur, fille de Jenny et Kevin
- Jason Mantzoukas (VF : Laurent Morteau) : Rafi « El Cuñado », le frère de Sofia
- Brie Larson (VF : Véronique Picciotto) : Ashley
- Seth Rogen (VF : Julien Kramer) : Dirty Randy
- Adam Karchmer (VF : Julie Boris) : le bébé Geoffrey Ruxin, fils de Rodney et Sofia
- Jayma Mays (VF : Julie Turin) : Trixie Von Stein
- Brooklyn Decker (VF : Véronique Picciotto) : Gina Gibiatti

### Acteurs secondaires
- Rob Huebel (en) : Dr Russell Deramo
- Leslie Bibb (VF : Nathalie Bienaimé) : Meegan Eckhart, ex-femme de Pete

- Version française
  - Société de doublage : Dulcinéa (saisons 1 et 2)[3] / Synchro France (saisons 3 et 4)[3] / Nice Fellow (saisons 5 à 6)[3]
  - Direction artistique : Érik Colin (saisons 1 et 2)[3] / Marc Saez (saisons 3 à -)[3]
  - Adaptation des dialogues : Jean-Yves Jaudeau, Jean Jacques Pron, Marc Saez, Mathias Delobel et Michel Mella[3]

Source VF : Doublage Séries Database

## Épisodes

### Première saison (2009)
| N° | # | Titre original    | Réalisation   | Scénario                                                  | 1er diffusion US | Code de production | Audiences US (en M.) |
| -- | - | ----------------- | ------------- | --------------------------------------------------------- | ---------------- | ------------------ | -------------------- |
| 1  | 1 | The Draft         | Jeff Schaffer | Jeff Schaffer et Jackie Marcus Schaffer                   | 29 octobre 2009  | LE01001            | 0.99                 |
| 2  | 2 | The Bounce Test   | Jeff Schaffer | Jeff Schaffer et Jackie Marcus Schaffer                   | 5 novembre 2009  | LE01002            | 1.41                 |
| 3  | 3 | Sunday at Ruxin's | Jeff Schaffer | Jeff Schaffer et Jackie Marcus Schaffer                   | 12 novembre 2009 | LE01003            |                      |
| 4  | 4 | Mr. McGibblets    | Jeff Schaffer | Jeff Schaffer, Jackie Marcus Schaffer et Craig DiGregorio | 19 novembre 2009 | LE01004            |                      |
| 5  | 5 | The Usual Bet     | Jeff Schaffer | Jeff Schaffer et Jackie Marcus Schaffer                   | 3 décembre 2009  | LE01005            | 1.05                 |
| 6  | 6 | The Shiva Bowl    | Jeff Schaffer | Jeff Schaffer et Jackie Marcus Schaffer                   | 10 décembre 2009 | LE01006            | 1.20                 |

### Deuxième saison (2010)
| N° | #  | Titre original        | Réalisation            | Scénario                                | 1er diffusion US  | Code de production | Audiences US (en M.) |
| -- | -- | --------------------- | ---------------------- | --------------------------------------- | ----------------- | ------------------ | -------------------- |
| 7  | 1  | Vegas Draft           | Jeff Schaffer          | Jeff Schaffer et Jackie Marcus Schaffer | 16 septembre 2010 | XLE02001           | 1.71                 |
| 8  | 2  | Bro-Lo El Cuñado      | Jeff Schaffer          | Jeff Schaffer et Jackie Marcus Schaffer | 23 septembre 2010 | XLE02002           | 1.05                 |
| 9  | 3  | The White Knuckler    | Jeff Schaffer          | Jeff Schaffer et Jackie Marcus Schaffer | 30 septembre 2010 | XLE02003           | 0.89                 |
| 10 | 4  | The Kluneberg         | Jeff Schaffer          | Jeff Schaffer et Jackie Marcus Schaffer | 7 octobre 2010    | XLE02004           | 0.82                 |
| 11 | 5  | The Marathon          | Jackie Marcus Schaffer | Craig DiGregorio                        | 14 octobre 2010   | XLE02005           | 0.86                 |
| 12 | 6  | The Anniversary Party | Jeff Schaffer          | Nick Kroll et Paul Scheer               | 21 octobre 2010   | XLE02006           | 0.62                 |
| 13 | 7  | Ghost Monkey          | Jeff Schaffer          | Jeff Schaffer et Jackie Marcus Schaffer | 28 octobre 2010   | XLE02007           | 0.67                 |
| 14 | 8  | The Tie               | Jackie Marcus Schaffer | Dan O'Keefe                             | 4 novembre 2010   | XLE02008           | 1.01                 |
| 15 | 9  | The Expert Witness    | Jeff Schaffer          | Nick Kroll et Paul Scheer               | 11 novembre 2010  | XLE02009           | 1.00                 |
| 16 | 10 | High School Reunion   | Jeff Schaffer          | Jeff Schaffer et Jackie Marcus Schaffer | 18 novembre 2010  | XLE02010           | 1.04                 |
| 17 | 11 | Ramona Neopolitano    | Jeff Schaffer          | Linda Videtti Figueiredo                | 2 décembre 2010   | XLE02011           | 0.98                 |
| 18 | 12 | Kegel the Elf         | Jeff Schaffer          | Jeff Schaffer et Jackie Marcus Schaffer | 9 décembre 2010   | XLE02012           | 1.05                 |
| 19 | 13 | The Sacko Bowl        | Jeff Schaffer          | Jeff Schaffer et Jackie Marcus Schaffer | 9 décembre 2010   | XLE02013           | 1.05                 |

### Troisième saison (2011)
| N° | #  | Titre original       | Réalisation            | Scénario                                             | 1er diffusion US  | Code de production | Audiences US (en M.) |
| -- | -- | -------------------- | ---------------------- | ---------------------------------------------------- | ----------------- | ------------------ | -------------------- |
| 20 | 1  | The Lockout          | Jeff Schaffer          | Jeff Schaffer et Jackie Marcus Schaffer              | 6 octobre 2011    | XLE03001           | 1.29                 |
| 21 | 2  | The Sukkah           | Jeff Schaffer          | Jeff Schaffer et Jackie Marcus Schaffer              | 13 octobre 2011   | XLE03002           | 0.95                 |
| 22 | 3  | The Au Pair          | Jeff Schaffer          | Jeff Schaffer et Jackie Marcus Schaffer              | 20 octobre 2011   | XLE03003           | 1.05                 |
| 23 | 4  | Ol' Smoke Crotch     | Jeff Schaffer          | Jeff Schaffer et Jackie Marcus Schaffer              | 27 octobre 2011   | XLE03004           | 0.91                 |
| 24 | 5  | Bobbum Man           | Jeff Schaffer          | Dan O'Keefe                                          | 3 novembre 2011   | XLE03005           | 1.17                 |
| 25 | 6  | Yobogoya!            | Jeff Schaffer          | Jeff Schaffer et Jackie Marcus Schaffer              | 10 novembre 2011  | XLE03006           | 0.87                 |
| 26 | 7  | Carmenjello          | Jeff Schaffer          | Justin Hurwitz                                       | 10 novembre 2011  | XLE03007           | 0.87                 |
| 27 | 8  | Thanksgiving         | Jeff Schaffer          | Jeff Schaffer et Jackie Marcus Schaffer              | 17 novembre 2011  | XLE03008           | 0.86                 |
| 28 | 9  | The Out of Towner    | Jeff Schaffer          | Nick Kroll et Paul Scheer                            | 1er décembre 2011 | XLE03009           | 1.01                 |
| 29 | 10 | The Light of Genesis | Jackie Marcus Schaffer | Craig DiGregorio et David King                       | 8 décembre 2011   | XLE03010           | 1.03                 |
| 30 | 11 | The Guest Bong       | Jeff Schaffer          | Jeff Schaffer, Jackie Marcus Schaffer et Dan O'Keefe | 15 décembre 2011  | XLE03011           | 1.01                 |
| 31 | 12 | St. Pete             | Jackie Marcus Schaffer | Jeff Schaffer et Jackie Marcus Schaffer              | 22 décembre 2011  | XLE03012           | 0.98                 |
| 32 | 13 | The Funeral          | Jeff Schaffer          | Jeff Schaffer et Jackie Marcus Schaffer              | 22 décembre 2011  | XLE03013           | 0.89                 |

### Quatrième saison (2012)
Le 13 décembre 2011, FX a renouvelé la série pour une quatrième saison de treize épisodes.
| N° | #  | Titre original        | Réalisation            | Scénario                                           | 1er diffusion US  | Code de production | Audiences US (en M.) |
| -- | -- | --------------------- | ---------------------- | -------------------------------------------------- | ----------------- | ------------------ | -------------------- |
| 33 | 1  | Training Camp         | Jeff Schaffer          | Jeff Schaffer et Jackie Marcus Schaffer            | 11 octobre 2012   | XLE04001           | 0.91                 |
| 34 | 2  | The Hoodie            | Jeff Schaffer          | Jeff Schaffer, Jackie Marcus Schaffer et Dave King | 18 octobre 2012   | XLE04002           | 0.93                 |
| 35 | 3  | The Freeze Out        | Jeff Schaffer          | Jeff Schaffer et Jackie Marcus Schaffer            | 25 octobre 2012   | XLE04003           | 0.76                 |
| 36 | 4  | The Breastalyzer      | Jeff Schaffer          | Jeff Schaffer et Jackie Marcus Schaffer            | 1er novembre 2012 | XLE04004           | 0.86                 |
| 37 | 5  | Judge MacArthur       | Jeff Schaffer          | Jeff Schaffer et Jackie Marcus Schaffer            | 8 novembre 2012   | XLE04005           | 0.83                 |
| 38 | 6  | The Tailgate          | Jeff Schaffer          | Nick Kroll et Paul Scheer                          | 15 novembre 2012  | XLE04006           | 0.77                 |
| 39 | 7  | The Vapora Sport      | Jeff Schaffer          | Justin Hurwitz                                     | 29 novembre 2012  | XLE04007           | 0.87                 |
| 40 | 8  | The Anchor Baby       | Jackie Marcus Schaffer | Dan O'Keefe                                        | 6 décembre 2012   | XLE04008           | 0.73                 |
| 41 | 9  | Bro-Lo El Cordero     | Jeff Schaffer          | Jeff Schaffer et Jackie Marcus Schaffer            | 6 décembre 2012   | XLE04009           | 0.73                 |
| 42 | 10 | Our Dinner With Andre | Jeff Schaffer          | Jeff Schaffer et Jackie Marcus Schaffer            | 13 décembre 2012  | XLE04010           | 0.72                 |
| 43 | 11 | 12.12.12              | Jeff Schaffer          | Jeff Schaffer et Jackie Marcus Schaffer            | 13 décembre 2012  | XLE04011           | 0.72                 |
| 44 | 12 | A Krampus Carol       | Jeff Schaffer          | Jeff Schaffer et Jackie Marcus Schaffer            | 20 décembre 2012  | XLE04012           | 0.82                 |
| 45 | 13 | The Curse of Shiva    | Jeff Schaffer          | Jeff Schaffer et Jackie Marcus Schaffer            | 20 décembre 2012  | XLE04013           | 0.82                 |

### Cinquième saison (2013)
Le 20 décembre 2012, la série a été renouvelée pour une cinquième saison de treize épisodes diffusée depuis le 4 septembre 2013 sur FXX.
1. titre français inconnu (The Bachelor Draft)
2. titre français inconnu (The Von Nowzick Wedding)
3. titre français inconnu (Chalupa vs. The Cutlet)
4. titre français inconnu (Rafi and The Dirty Randy)
5. titre français inconnu (The Bye Week)
6. titre français inconnu (Heavy Petting)
7. titre français inconnu (The Bringer Show)
8. titre français inconnu (Flowers for Taco)
9. titre français inconnu (The Automatic Faucet)
10. titre français inconnu (The Near Death Flex-perience)
11. titre français inconnu (The Credit Card Alert)
12. titre français inconnu (Baby Geoffrey Jesus)
13. titre français inconnu (The 8 Defensive Points of Hanukkah)

### Sixième saison (2014)
Le 28 mars 2013, la série a été renouvelée pour une sixième saison diffusée depuis le 3 septembre 2014.
1. titre français inconnu (Sitting Shiva)
2. titre français inconnu (Tefl-Andre)
3. titre français inconnu (The Height Supremacist)
4. titre français inconnu (When Rafi Met Randy)
5. titre français inconnu (The Hot Tub)
6. titre français inconnu (Breast Awareness Month)
7. titre français inconnu (The Heavenly Fouler)
8. titre français inconnu (Man Land)
9. titre français inconnu (Taco Standard Time)
10. titre français inconnu (Epi Sexy)
11. titre français inconnu (EBDBBnB)
12. titre français inconnu (Ménage à Cinq)
13. titre français inconnu (The Beach House)

### Septième saison (2015)
Le 8 décembre 2014, la série a été renouvelée pour une septième et dernière saison de treize épisodes diffusée depuis le 9 septembre 2015.
1. titre français inconnu (That Other Draft)
2. titre français inconnu (The Draft of Innocence)
3. titre français inconnu (The Blind Spot)
4. titre français inconnu ( Deflategate)
5. titre français inconnu (The Bully)
6. titre français inconnu (The Beer Mile)
7. titre français inconnu (Trophy Kevin)
8. titre français inconnu (The Last Temptation of Andre)
9. titre français inconnu (The Yank Banker)
10. titre français inconnu (The Block)
11. titre français inconnu (Adios y Bienvenidos)
12. titre français inconnu (The 13 Stages of Grief)
13. titre français inconnu (The Great Night of Shiva)